# 庫賴斯群島海洋國家公園
25°44′09″S 48°21′55″W / 25.735833°S 48.365278°W

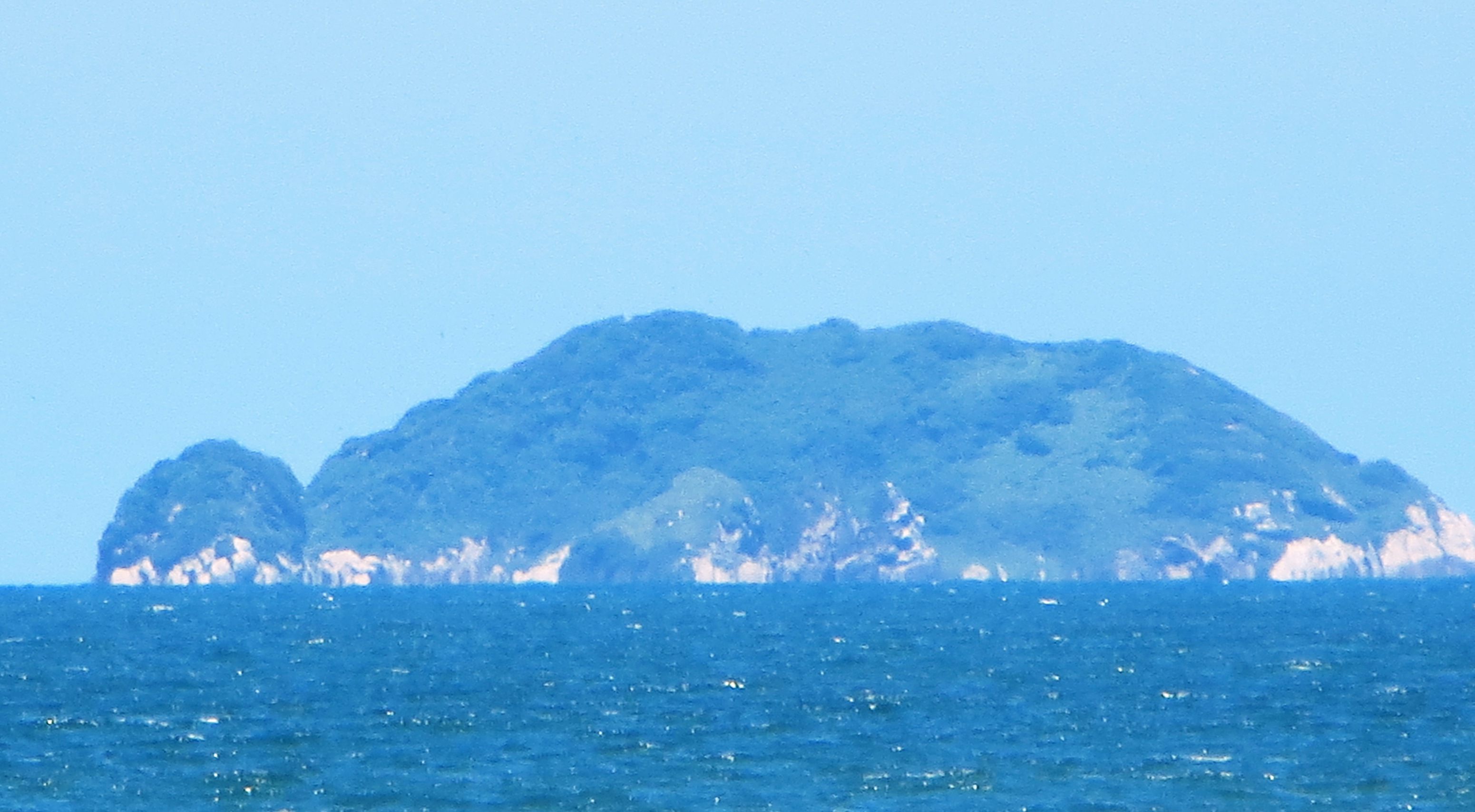

庫賴斯群島海洋國家公園（葡萄牙語：Parque Nacional Marinho das Ilhas dos Currais），是巴西的國家公園，位於該國南部巴拉那州，成立於2013年6月20日，面積1.4千公頃，覆蓋巴拉那州蓬塔爾地區。